# Folsom (Californie)
Pour les articles homonymes, voir Folsom.
Folsom est une municipalité du comté de Sacramento, en Californie, aux États-Unis. Elle est située dans la banlieue de Sacramento et est surtout connue pour sa célèbre prison. Sa population s’élevait à 72 203 habitants lors du recensement de 2010, estimée à 79 022 habitants en 2018.

## Histoire

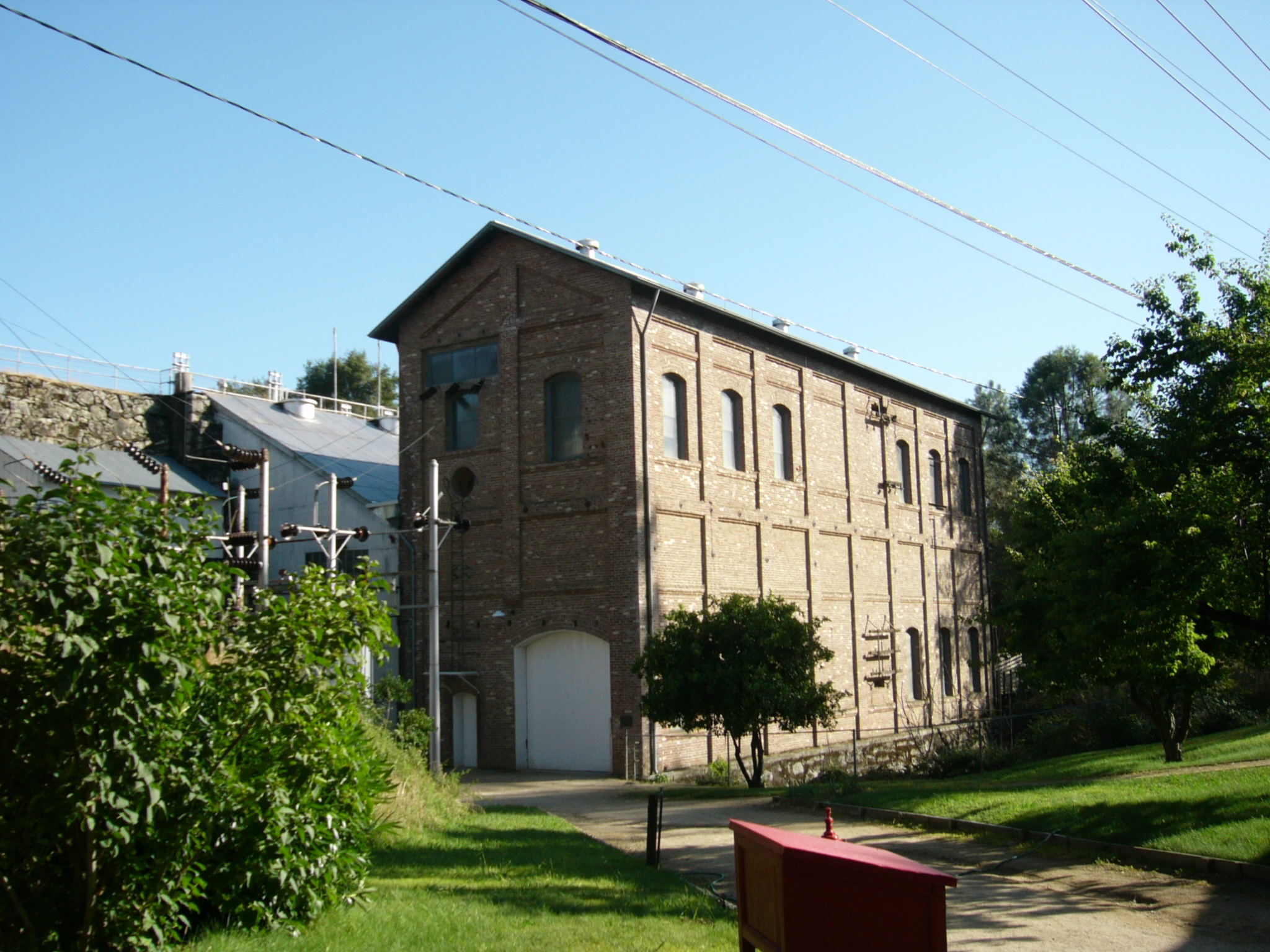
Le parc fédéral historique de la centrale de Folsom le long de l'American River.

Folsom a commencé comme une petite ville appelée « Granite City », habitée surtout par les mineurs cherchant de l'or dans les collines de la  Sierra Nevada. Même si peu d'entre eux amassèrent une fortune, la ville prospéra grâce au lobbying mené par Joseph Folsom afin de faire construire une voie ferrée la reliant à Sacramento. Folsom mourut en 1855, et la ville fut plus tard renommée Folsom en son honneur. Le chemin de fer fut abandonné dans les années 1950 pour rouvrir ultérieurement comme terminus de la Gold Line du service régional autour de Sacramento. Quelques autres villes de l'ère de la ruée vers l'or, aujourd'hui disparues, étaient situées à l'intérieur des limites de la ville actuelle de Folsom, comme Prairie City, Salmon Falls, et Mormon Island.

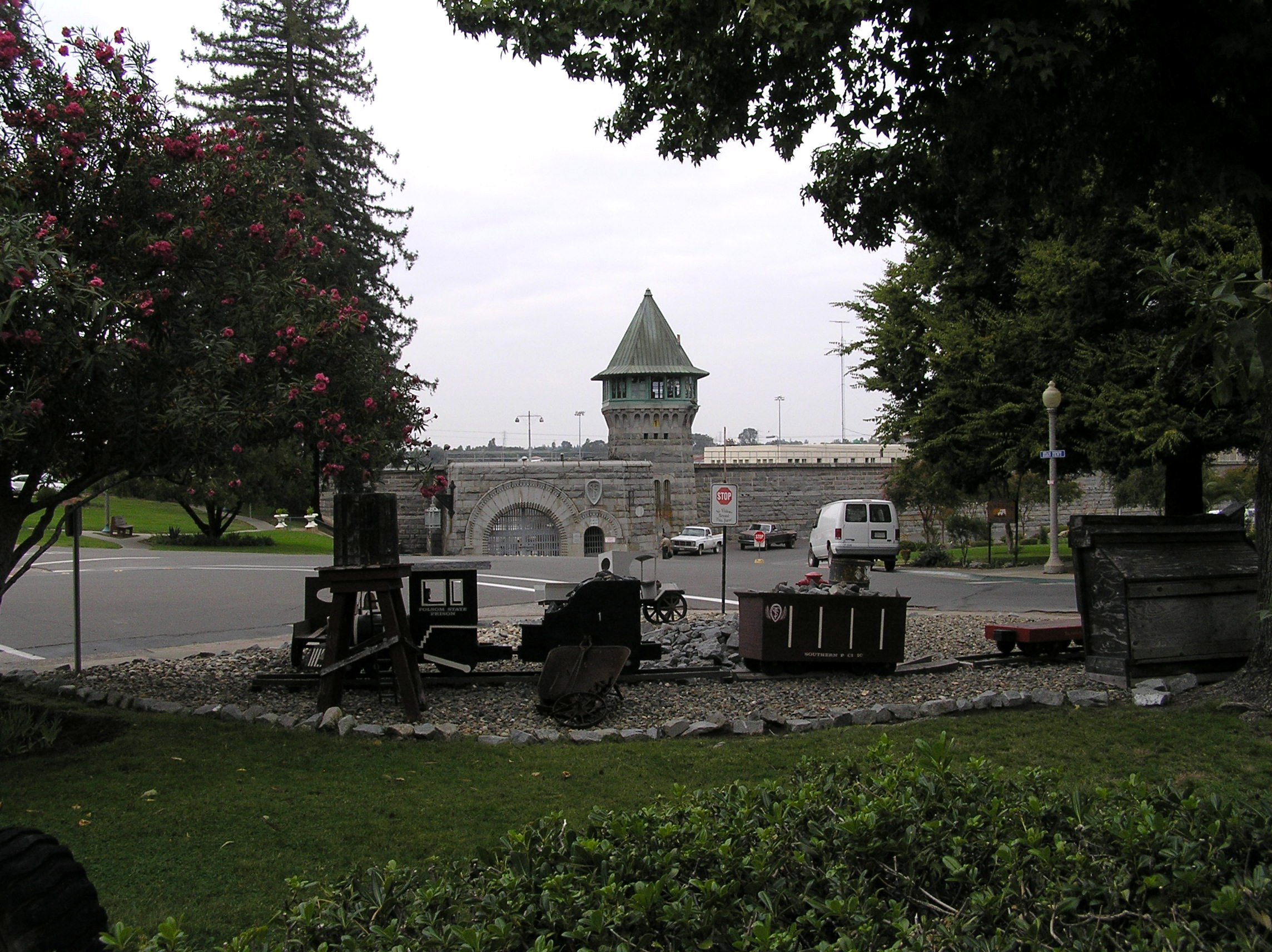
Prison de Folsom en 2006.

La prison de Folsom fut établie en 1880, quand la famille Livermore conclut un accord avec l'état, donnant un terrain pour la prison en échange d'heures de travail des prisonniers. Leur projet était de construire un barrage hydroélectrique à partir de l'American River pour alimenter une scierie. La scierie échoua, mais les Livermores se rendirent compte rapidement que la force naturelle de l'eau courante pouvait générer assez de puissance pour la transmettre jusqu'à  Sacramento, et c'est ainsi que la centrale de Folsom, maintenant un National Historic Landmark, fut ouverte. Au moment de son ouverture, elle offrait le plus long transfert d'électricité  (environ 35 km) du pays. La centrale fut opérationnelle jusqu'en 1952. La prison de Foslom apparaît dans plusieurs films, mais elle est surtout restée célèbre  à cause de la chanson de Johnny Cash, Folsom Prison Blues, qu'il écrivit dans les années 1950 et enregistra à la prison même en 1968.
Le barrage de Folsom fut construit en 1956, offrant un contrôle très souhaité sur le débit des eaux et les droits associés dans la Vallée du Sacramento. La création de ce barrage entraîna aussi celle d'une des lacs les plus populaires de la Californie septentrionale, le Lac Folsom. Le barrage est situé à l'extrémité sud-ouest du lac, celui-ci s'étendant sur environ 7,75 km de Granite Bay jusqu'au point le plus au sud.
Aujourd'hui, Folsom est une ville surtout habitée par la frange supérieure de la classe moyenne, avec des parcs nombreux, de bonnes écoles, une partie historique. Elle héberge aussi le plus grand employeur privé de la région de Sacramento, Intel.

## Géographie
Selon le Bureau du recensement des États-Unis, Folsom a une superficie totale de  62,6 km2, dont 56,3 km2 de terre et 6,3 km2 (10,09 %) d'eau, principalement à cause du lac de Folsom.

## Démographie
| Groupe            | Folsom | Californie | États-Unis |
| ----------------- | ------ | ---------- | ---------- |
| Blancs            | 74,3   | 57,6       | 72,4       |
| Asiatiques        | 12,5   | 13,1       | 4,8        |
| Afro-Américains   | 5,7    | 6,2        | 12,6       |
| Métis             | 4,2    | 4,9        | 2,9        |
| Autres            | 2,5    | 17,0       | 6,2        |
| Amérindiens       | 0,6    | 1,0        | 0,9        |
| Océaniens         | 0,2    | 0,4        | 0,2        |
| Total             | 100    | 100        | 100        |
|                   |        |            |            |
| Latino-Américains | 11,2   | 37,6       | 16,7       |

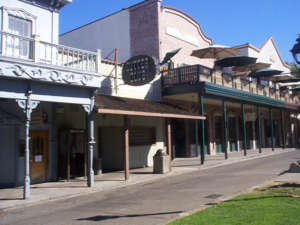
Rue Sutter.

Selon l'American Community Survey, pour la période 2011-2015, 78,94 % de la population âgée de plus de 5 ans déclare parler l'anglais à la maison, 5,03 % déclare parler l'espagnol, 2,11 % une langue chinoise, 1,33 % l'hindi, 1,12 % le tagalog, 1,02 % le japonais, 0,93 % le persan, 0,91 % le coréen, 0,74 % le gujarati et 7,85 % une autre langue.
Le revenu médian d'un ménage est de 90 435 dollars, d'une famille de 102 562 dollars Les hommes ont un revenu médian de 60 616 dollars contre 42 434 pour les femmes. Le revenu moyen par personne est de 30 210 dollars. Environ 2,6 % des familles et 7,3 % de la population sont en dessous du seuil de pauvreté, dont 4,1 % de ceux de moins de 18 ans et 4,3 % de ceux de plus de 65 ans.
| 1890 | 1950  | 1960  | 1970  | 1980   | 1990   |
| ---- | ----- | ----- | ----- | ------ | ------ |
| 609  | 1 690 | 3 925 | 5 810 | 11 003 | 29 802 |

| 2000   | 2010   | - | - | - | - |
| ------ | ------ | - | - | - | - |
| 51 884 | 72 203 | - | - | - | - |

## Jumelages
- Crespano del Grappa (Italie)